# قرة قية شاكر لو (تشهاردانغة)
قرة قیة شاکر لو (بالفارسية: قره‌قیه شکرلو) هي منطقة سكنية تقع في إيران في قسم تشهاردانغة الریفي. يقدر عدد سكانها بـ 602 نسمة.